# Argyra spina
Argyra spina är en tvåvingeart som beskrevs av Van Duzee 1925. Argyra spina ingår i släktet Argyra och familjen styltflugor.
Artens utbredningsområde är Indiana. Inga underarter finns listade i Catalogue of Life.